# سنگ موزون

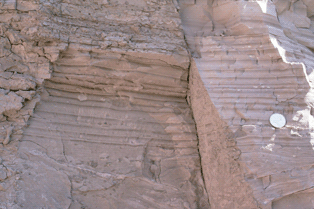
سنگ‌های موزون سن پلیستوسن در پرتگاه‌های اسکاربرو، تورنتو، انتاریو، کانادا. ضخیم‌ترین سنگ موزون‌ها نزدیک به ۲ سانتی‌متر ضخامت دارند.

سنگ موزون یا ریتمیت (انگلیسی: Rhythmite) نوعی سنگ رسوبی است که از لایه‌های متناوب و تکرار شونده با ضخامت‌های متفاوت تشکیل شده است. این لایه‌ها می‌توانند از مواد مختلفی مانند ماسه، لای، رس و مواد آلی تشکیل شده باشند. الگوی تکرار شونده لایه‌ها در سنگ موزون معمولاً نشان‌دهنده تغییرات دوره‌ای در محیط رسوب‌گذاری است، مانند تغییرات فصلی، کِشَندی (جزر و مدی) یا چرخه‌های آب و هوایی طولانی‌تر.
به‌طور کلی، سنگ موزون از لایه‌هایی از رسوب یا سنگ رسوبی تشکیل شده است که با تناوب و نظم آشکاری ته‌نشین شده‌اند. آن‌ها ممکن است توسط فرآیندهای سالانه مانند رسوبات متغیر فصلی که نشان‌دهنده تغییرات در چرخه رواناب است، توسط فرآیندهای کوتاه مدت مانند جزر و مد یا توسط فرآیندهای بلندمدت مانند سیل‌های دوره‌ای ایجاد شوند.
سنگ‌های موزون می‌توانند اطلاعات ارزشمندی در مورد شرایط گذشته زمین، مانند تغییرات آب و هوایی، سطح دریا و فعالیت‌های زمین‌ساختی، ارائه دهند. به عنوان مثال، سنگ‌های موزون تشکیل شده در محیط‌های جزر و مدی می‌توانند برای تخمین سرعت کاهش سرعت چرخش زمین و فاصله ماه از زمین در گذشته مورد استفاده قرار گیرند.
سنگ موزون‌ها نقش مهمی در کشف رویدادهای ماقبل تاریخ دارند و بینشی در مورد افزایش سطح آب دریاها، تغییر یخچال‌های طبیعی و تغییرات مداری زمین ارائه می‌دهند که به پاسخ به سوالاتی در مورد تغییرپذیری و تغییر اقلیم کمک می‌کنند.

## سنگ‌های موزون لایه‌لایه سالانه
رسوبات لایه‌لایه سالانه (سال‌چینه‌ها) سنگ‌های موزونی با تناوب سالانه هستند: لایه‌های سالانه رسوب یا سنگ رسوبی از طریق تغییرات فصلی که ناشی از بارش یا دما است، که بر میزان بارش و بار زباله در رواناب تأثیر می‌گذارد، گذاشته می‌شوند. از میان سنگ‌های موزون زیادی که در پرونده زمین‌شناسی یافت می‌شود، واروها از مهم‌ترین و روشن‌ترین موارد برای مطالعات تغییرات آب و هوایی گذشته هستند. واروها از جمله ریزترین رویدادهای تفکیک‌پذیری هستند که به راحتی در چینه‌شناسی تشخیص داده می‌شوند.

## سنگ‌های موزون لایه‌لایه دوره‌ای

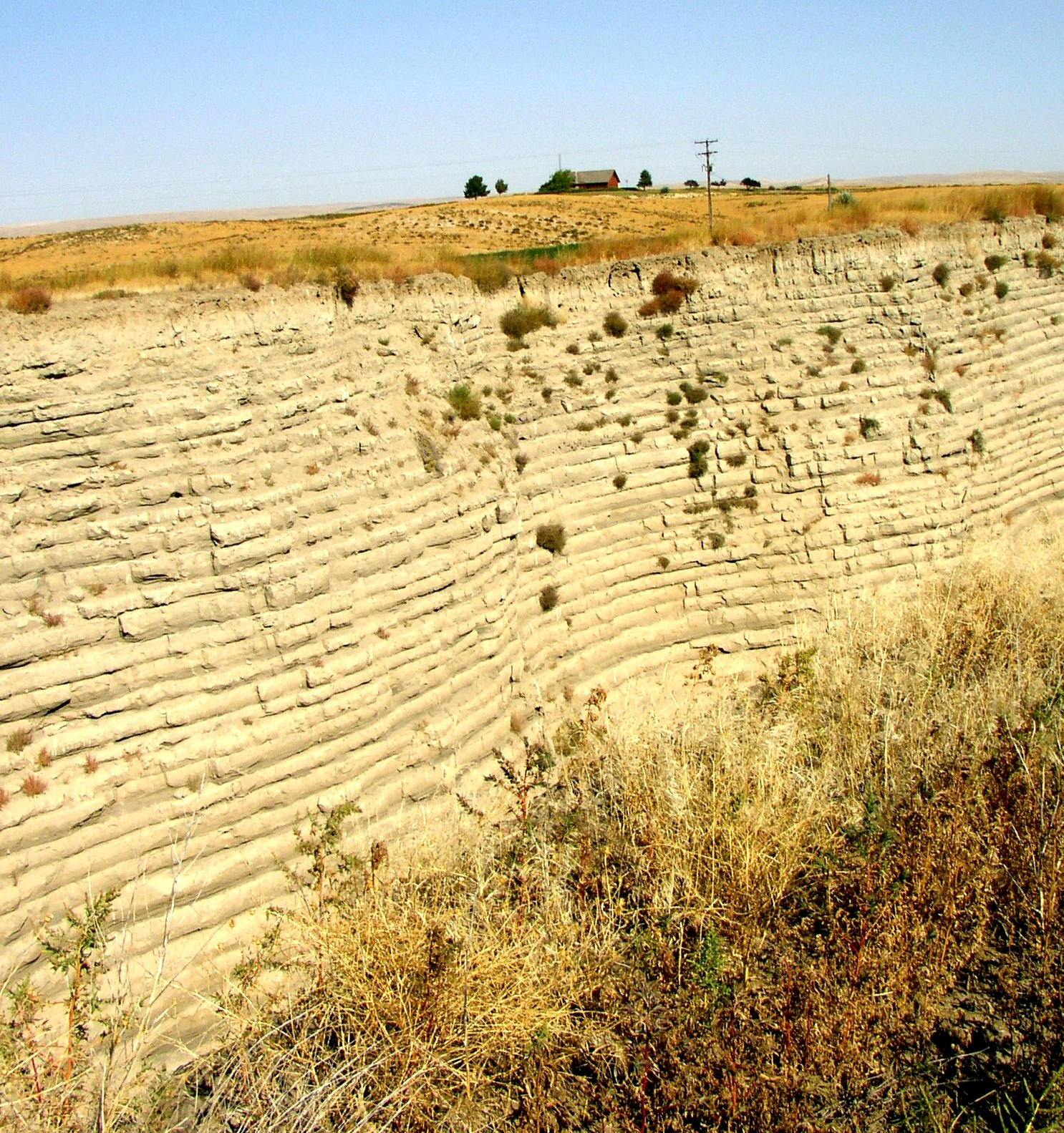
لایه‌های متمایز بسترهای توشه در «گرند کنیون کوچک» در نزدیکی لودِن، واشینگتن در دره والا والا.

سنگ موزون‌ها ممکن است با تناوب‌های غیر از سالانه رسوب کنند. پرونده زمین‌شناسی هم رویدادهای مکرر (به عنوان مثال، جزر و مد) و هم رویدادهای کمتر مکرر (سیل‌های یخچالی) را ثبت می‌کند.

### سنگ‌های موزون کشندی
سنگ‌های موزون کِشَندی زمین‌شناسی، لایه‌های کربنیفر را نشان می‌دهند که رویدادهای چرخه‌ای جزر و مدی مانند نیمه روزانه، روزانه یا چرخه جزر و مد را ثبت می‌کنند که نشان‌دهنده تأثیر دریایی در رسوبات است که قبلاً به عنوان کاملاً قاره‌ای تفسیر می‌شد. پرونده زمین‌شناسی، بسترهای لایه‌ای قابل مقایسه با آنچه در حال حاضر در رسوبات در خلیج فاندی در کانادا و خلیج مون سن-میشل در فرانسه یافت می‌شود را ثبت می‌کند.
منطقه کوه استورم در دره بزرگ کاتن‌وود، یوتا، دارای سنگ‌های موزونی است که نوسانات رسوب سطح دریا را مطابق با چرخه جزر و مد ثبت می‌کند. سنگ‌های موزون جزر و مدی از دوره‌ها و زمان‌های زمین‌شناسی دیگر مانند اواخر پرکامبرین نیز شناخته شده‌اند.

### سنگ‌های موزون پیشایخبندان
یکی از سازوکارهای رایج، سیل‌های اپیزودیک ناشی از ترکیدن سدهای یخبندان است. در یک نمونه زمین‌شناسان تخمین می‌زنند که چرخه سیل و اصلاح دریاچه سیل‌های میسولا به‌طور متوسط ۵۵ سال طول می‌کشد و سیل‌ها تقریباً ۴۰ بار در طول دوره ۲۰۰۰ ساله بین ۱۵۰۰۰ تا ۱۳۰۰۰ سال پیش رخ داده است. سنگ‌های موزون متمایزی با تناوب تقریباً ۵۵ ساله مشاهده شده است.

### سنگ‌های موزون روچرخه‌ای یخبندان
تغییرات سطح دریا که مربوط به دوره‌های یخبندان هستند نیز به صورت سنگ‌های موزون بسیار بلندمدت ظاهر می‌شوند. به عنوان مثال، افزایش یخ در دوره کواترنری منجر به تغییرات سطح دریا از ۱۲۷ متر به ۱۶۳ متر شد. پسروی و پیشروی سطح دریا از یخچال‌های طبیعی در حال افزایش و کاهش در سنگ‌های موزون پنسیلوانین و پرمین شناسایی شده است.